# Sea Lion Island
Sea Lion Island (span.: Isla de los Leones Marinos) ist die größte Insel der Sea-Lion-Inselgruppe der Falklandinseln. Die 9 km² große Insel ist etwa 7,8 km lang und 2,3 km breit. Der höchste Punkt der Insel ist der Bull Hill, welcher 46 m über dem Meeresspiegel liegt. 
Sea Lion Island ist die am südlichsten gelegene Insel der Falklandinseln, welche heute noch bewohnt ist. Im 19. Jahrhundert war die Insel ein Stützpunkt für die Pinguinjagd, später wurde auf dem Eiland eine Schaffarm errichtet. Seit 1986 gibt es auf Sea Lion Island eine Station zur Beobachtung der Fauna und Flora der Sea Lion Inselgruppe, die außerdem von Touristen als Quartier genutzt werden kann. Die hauptsächlich aus Lutit und Sandstein bestehende Insel ist ein Gebiet der Ramsar-Konvention. Seelöwen, Orcas, Pinguine und ortsspezifische Arten wie der Falklandkarakara oder Subantarktikskua sind hier heimisch.